# アーティ・レスニック
アーサー・"アーティ"・レスニック（Arthur "Artie" Resnick、1937年 - ）は、アメリカ合衆国のソングライター、音楽プロデューサー、ミュージシャン。最も成功した作品には、「渚のボードウォーウ (Under the Boardwalk)」（ケニー・ヤング (Kenny Young) との共作）、「Good Lovin'」（ルディ・クラーク (Rudy Clark) との共作）、「Yummy Yummy Yummy」（ジョーイ・レヴァイン (Joey Levine) との共作）などがある。

## 経歴
レスニックはニューヨークに育ち、バレー・フォージ陸軍士官学校 (Valley Forge Military Academy) に学んだ。ソングライターとしての最初の成功作は、1961年にジーン・マクダニエルズ (Gene McDaniels) がトップ10に送り込んだ、レスニックとジェフ・バリー、クリフォード・クローフォード (Clifford Crawford) の共作「Chip Chip」であった。初期のヒット作にはほかにも、ケニー・ヤングとの共作で書かれ、ドリフターズが1964年にヒットさせた「渚のボードウォーウ」などがあった。レスニックとヤングのコンビは、「One Kiss for Old Times Sake」や「A Little Bit of Heaven」も生み出し、いずれの曲もロニー・ダヴ (Ronnie Dove) が1965年にヒットさせた。ルディ・クラークと書いた「Good Lovin'」は、オリンピックス (The Olympics) が最初に録音し、その後1966年に、ザ・ヤング・ラスカルズによって米国のチャートの首位に立った。
1966年、レスニックは、やはり成功したソングライターであった妻のクリス・レスニック (Kris Resnick) やジョーイ・レヴァインとともに The Third Rail というバンドを始めた。このバンドのシングル「Run Run Run」は、1967年に Billboard Hot 100 で53位まで上昇し、同年にはアルバム『Id Music』がエピック・レコードからリリースされた。レスニックとレヴァインは、ソングライティングとプロデュースで組み、ジェリー・カセネッツ (Jerry Kasenetz) とジェフ・カッツ (Jeff Katz) が築いたバブルガム・ポップの帝国 Super K Productions の一翼を担い、オハイオ・エクスプレス (Ohio Express) に「Yummy Yummy Yummy」、「Chewy Chewy」、「Mercy」を、ザ・カセネッツ・カッツ・シンキング・オーケストラル・サーカス (Kasenetz-Katz Singing Orchestral Circus) に「Quick Joey Small」を提供した。レスニックはまた、1969年には自らの名義でシングル「Bubble Man」をホワイト・ホエール・レコード (White Whale Records) からリリースした。
1994年、レスニックは、マーク・バーカン (Mark Barkan)、ロバート・ハラリ (Robert Harari) とともに、ホラーを主題としたアルバム『Scaree Tales』を共作、共同プロデュースし、ブロードウェイの舞台でも上演した。
レスニックと、「渚のボードウォーク」や「Sand In My Shoes」を共作したケニー・ヤングは、2012年にソングライターの殿堂 (the Songwriters Hall of Fame) 入りの候補に名が挙がった。